# Storie di terra e spazio
Storie di terra e spazio (Tales of Ten Worlds) è una raccolta di racconti di fantascienza dello scrittore britannico Arthur C. Clarke. Tutti i racconti, in origine, sono stati editi in diverse pubblicazioni.

## Edizioni
- Arthur C. Clarke, Tales of Ten Worlds, Harcourt Brace, 1962,  pp. 245 pp.
- Arthur C. Clarke, Storie di Terra e Spazio, collana Urania n° 1039, Arnoldo Mondadori Editore, ISBN 88-7819-669-X.